# Cheilolejeunea diversifolia
Cheilolejeunea diversifolia là một loài Rêu trong họ Lejeuneaceae. Loài này được Augier mô tả khoa học đầu tiên năm 1972.